# 바이바이인
바이바이인(쿠들리트 도입 전(pre-kudlit): ᜊᜊᜌᜒ, 쿠들리트 도입 후(post-kudlit): ᜊᜌ᜔ᜊᜌᜒᜈ᜔; 타갈로그어 발음: [baeˈbaejɪn]; 영어: Baybayin; 비사야어: ᜊᜇ᜔ᜎᜒᜆ᜔ 영어: badlit) 또는 술랏 따갈로그(ᜐᜓᜎᜆ᜔ ᜆᜄᜎᜓᜄ᜔; 영어: Sulat Tagalog)는 고대 식민지 이전의 필리핀의 문자 체계였다. 이것은 인도 브라흐미계 문자의 일부였으며, 16세기에 문자로 사용되었다. 이것은 스페인의 식민지 지배기와 19세기까지 명맥을 유지했다. 이 문자는 스페인의 식민지 지배기에 필리핀에서 살았던 가톨릭교회 사제에 의해 잘 문서화되었기 때문에 잘 알려지게 되었다.
바이바이(baybay)라는 말은 글자 그대로 타갈로그어로 표기하다라는 것을 뜻한다. 바이바이인은 스페인인들에 의해 체계적으로 문서화되었다. 일부는 알리바타(Alibata)로도 불렸지만, 알리바타는 아랍어 문자를 정리한 후에 파울 로드리게스 베르소사에 의해 명명된 것이다. 알리바타에서 알리프, 바, 타의 "f"는 유포니즘을 위해 정리되었다.
왼쪽에서 오른쪽으로 쓴다.

## 문자
|     | ᜔  |
| a   | ᜀ |
| i e | ᜁ |
| u o | ᜂ |

| b     | ᜊ᜔ |
| ba    | ᜊ |
| bi be | ᜊᜒ |
| bu bo | ᜊᜓ |

| k     | ᜃ᜔ |
| ka    | ᜃ |
| ki ke | ᜃᜒ |
| ku ko | ᜃᜓᜓ |

| d/r         | ᜇ᜔ |
| da/ra       | ᜇ |
| di/ri de/re | ᜇᜒ |
| du/ru do/ro | ᜇᜓ |

| g     | ᜄ᜔ |
| ga    | ᜄ |
| gi ge | ᜄᜒ |
| gu go | ᜄᜓ |

| h     | ᜑ᜔ |
| ha    | ᜑ |
| hi he | ᜑᜒ |
| hu ho | ᜑᜓ |

| l     | ᜎ᜔ |
| la    | ᜎ |
| li le | ᜎᜒ |
| lu lo | ᜎᜓ |

| m     | ᜋ᜔ |
| ma    | ᜋ |
| mi me | ᜋᜒ |
| mu mo | ᜋᜓ |

| n     | ᜈ᜔ |
| na    | ᜈ |
| ni ne | ᜈᜒ |
| nu no | ᜈᜓ |

| ng      | ᜅ᜔ |
| nga     | ᜅ |
| ngi nge | ᜅᜒ |
| ngu ngo | ᜅᜓ |

| p     | ᜉ᜔ |
| pa    | ᜉ |
| pi pe | ᜉᜒ |
| pu po | ᜉᜓ |

| s     | ᜐ᜔ |
| sa    | ᜐ |
| si se | ᜐᜒ |
| su so | ᜐᜓ |

| t     | ᜆ᜔ |
| ta    | ᜆ |
| ti te | ᜆᜒ |
| tu to | ᜆᜓ |

| w     | ᜏ᜔ |
| wa    | ᜏ |
| wi we | ᜏᜒ |
| wu wo | ᜏᜓ |

| y     | ᜌ᜔ |
| ya    | ᜌ |
| yi ye | ᜌᜒ |
| yu yo | ᜌᜓ |

## 같이 보기
- 아부기다
- 비사야어

### 폰트 다운로드
- Badlit Script
- Baybayin Modern Fonts
- Christian Cabuay's Baybayin Brush Font
- Paul Morrow's Baybayin Fonts
- Tagalog – Unicode character table